# Microbotryum duriaeanum
Microbotryum duriaeanum är en svampart som först beskrevs av Tul. & C. Tul., och fick sitt nu gällande namn av Vánky 1998. Microbotryum duriaeanum ingår i släktet Microbotryum och familjen Microbotryaceae.   Inga underarter finns listade i Catalogue of Life.